# Brösta

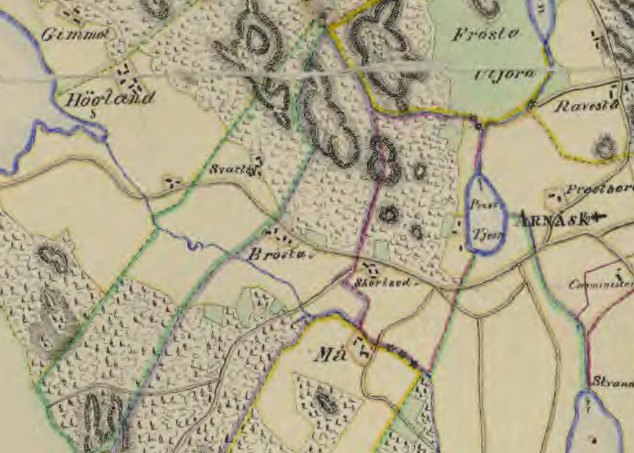
Brösta på en karta över Arnäs socken från 1851. Byn ligger vid kustlandsvägen mellan Svartby och Skortsed. E4 går numera i området mellan Skortsed och Må.

Brösta är en gammal by i Arnäs socken och ett bostadsområde i Örnsköldsviks tätort. Det ligger mellan Svartby i väster och Skortsed i öster. Längs Arnäsvägen (gamla kustlandsvägen) sträcker sig Brösta från Svartbyvägen till strax väster om Nibblingsvägen.
Bostadsområdet består idag uteslutande av villor och radhus. Kollektivtrafik finns i form av busslinje 4 som går mellan Örnsköldsvik centrum och Arnäsvall.
Den stora rondellen i Örnsköldsviks norra infart benämndes i ortstidningen Örnsköldsviks Allehanda som "Bröstaondellen" i en artikel rörande namngivningar av stadens rondeller 2007.